# 石川文菜
石川 文菜（いしかわ あやな、1988年4月4日 - ）は、日本のタレント。2014年、釣り業界のアイドルであるアングラーズアイドルの5代目に就任。鹿児島県出身。ジャッカル所属。愛称は「ぶんちゃん」。

## 来歴
2012年
- 芸能活動を開始。TBS『はなまるマーケット』などに出演。

2013年
- 趣味の釣りを活かし、アングラーズアイドル2013のファイナリストとなるが落選[1]。
- 釣りタレントとして本格的に活動を始める。

2014年
- アングラーズアイドル2014に挑戦し、グランプリを獲得[1][2]。

## 人物
- 特技はバドミントン、釣り。趣味はコスプレ。
- 幼少時代に父親の趣味の釣りに付き合い、釣り好きになる。
- 2年越しのアングラーズアイドルへの挑戦でグランプリを獲得。
- プライベートでも、ボートシーバスやトラウトなどのルアーフィッシングを得意としている。

## 出演

### テレビ番組
- はなまるマーケット（2012年、TBS） - 再現VTR出演
- ウレロ☆未体験少女（2013年、テレビ東京）
- フィッシング倶楽部（2013年・2014年、テレビ埼玉）
- THE フィッシング（2014年、テレビ大阪）

### ネット配信番組
- 目指せ！てっぺん（2013年、WALLOP）
- ツリラブ（2014年、目黒FM）

### ラジオ番組
- Good To Go（2014年、FMヨコハマ）

### イベント
- 釣りはじめて親子のための釣り教室 - MC
- わくわくフィッシングフェスティバル「ペアへら鮒釣り大会」 - MC
- JBトップ50 第2戦ベイトブレスCUP - MC
- つり環境ビジョン - 水中清掃
- SASAME アスリートカップ投キス 2014 - MC
- シマノ ジャパンカップ投げ全国大会 - MC
- マルキユー プライムエリアへらフェスタ 2014
- 東京ゲームショウ 2014[3]

## 雑誌掲載
- Angling fan（2014年、コスミック出版）
- ルアーマガジン・ソルト（内外出版社）
  - 2014年8月号
  - ぶんちゃんの目指せ！ フィッシングクイーン（2019年12月号～2021年8月号、隔月連載）[4]
- わかさぎ大全（2014年、つり人社）